# Bolero Records
Bolero Records är ett svenskt independentskivbolag, grundat av Billy Bolero. Bolaget är specialiserat mot att ge ut svenska artister, däribland Uno Svenningsson, Elin Sigvardsson och Incka.

### Fotnoter
1. ↑  ”Bolero Records”. Discogs.com. http://www.discogs.com/label/Bolero+Records. Läst 28 juni 2012.